# یویتو سوزوکی
یویتو سوزوکی (ژاپنی: 鈴木 唯人؛ زادهٔ ۲۵ اکتبر ۲۰۰۱) یک بازیکن فوتبال اهل ژاپن است.
از باشگاه‌هایی که در آن بازی کرده‌است می‌توان به باشگاه فوتبال شیمیزو اس-پالس اشاره کرد.